# Trichophorum cespitosum
Trichophorum cespitosum là loài thực vật có hoa trong họ Cói. Loài này được (L.) Hartm. miêu tả khoa học đầu tiên năm 1849.

## Hình ảnh

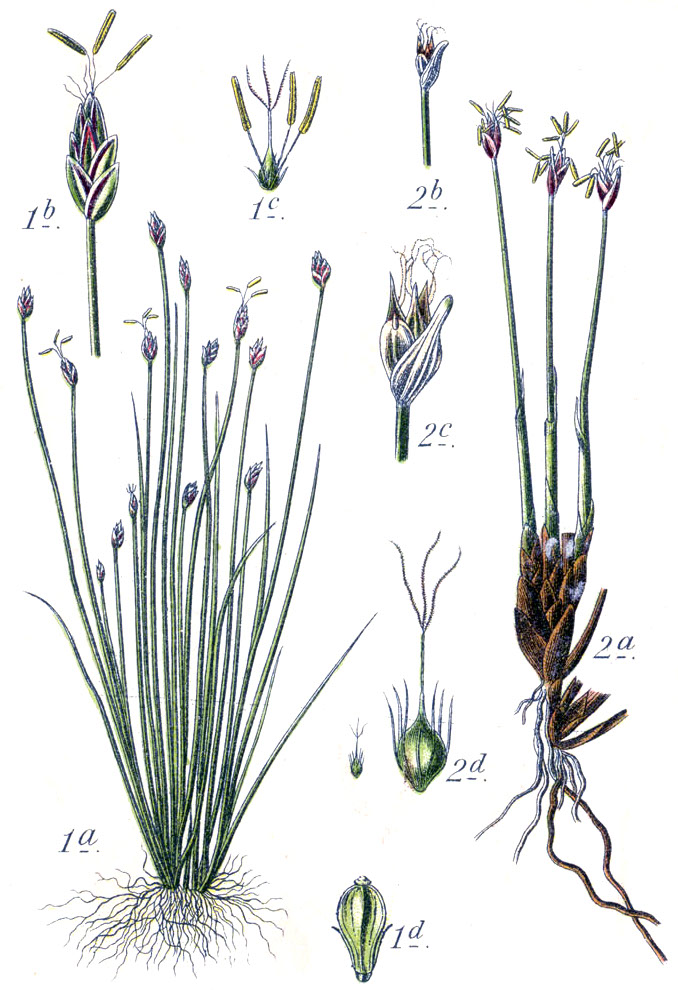
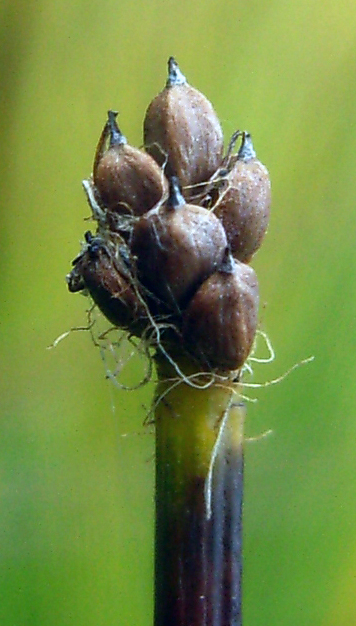
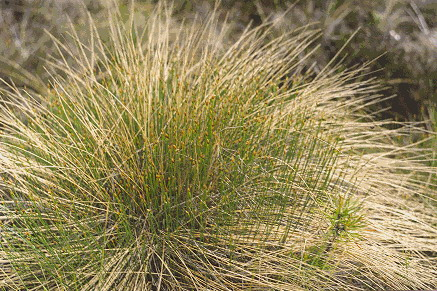
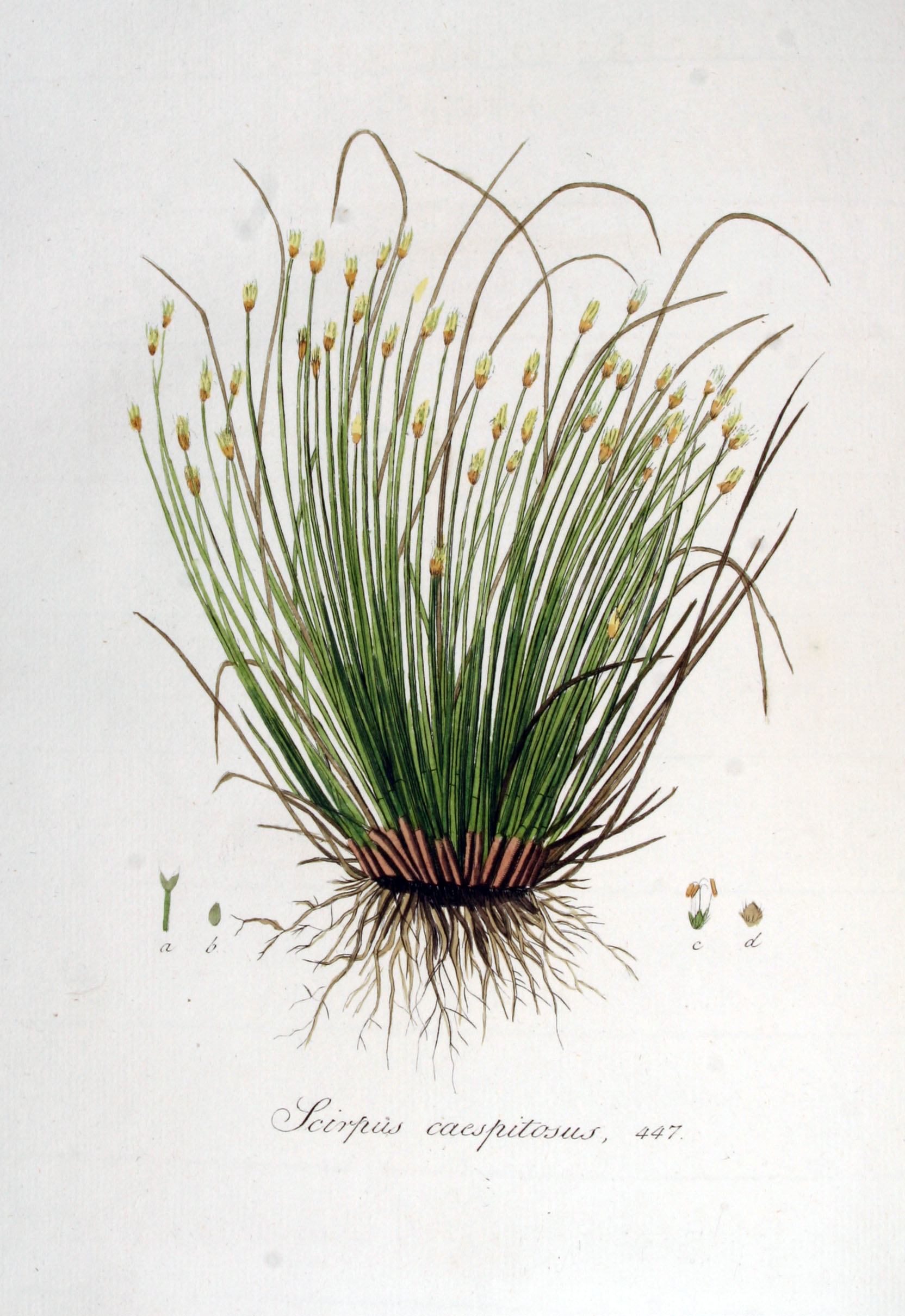